# Fly-By
Fly-By es el segundo álbum sencillo en japonés del grupo femenino surcoreano Kep1er. Será lanzado por Ariola Japan y Wake One entertainment el 15 de marzo de 2023. El álbum en su edición regular contiene cuatro canciones, incluido el sencillo principal titulado «I Do! Do You?».

## Antecedentes y lanzamiento
El 16 de enero de 2023, Wake One Entertainment y Swing Entertainment anunciaron que Kep1er lanzaría su segundo sencillo japonés titulado Fly-By el 15 de marzo, tras su exitoso primer álbum japonés titulado Fly-Up. Se anunció además que su sencillo principal llevaría por título «I Do! Do You?», ha ser lanzado el 22 de febrero de 2023. El álbum contendrá adicionalmente la versión en japonés de su anterior sencillo «Wa Da Da» (IMLAY remix), prelanzado el 15 de febrero de 2023.
Junto con el álbum, fue anunciado el 14 de febrero de 2023 la realización de la primera gira en Japón del grupo en el marco del nuevo lanzamiento, titulada "Japan Concert Tour 2023 - Fly-By".

## Lista de canciones
| Descarga digital |                                             | |                                                                           |                                    |          |  |
| N.º              | Título                                      | Letras | Música                                                                    | Arreglos                           | Duración |  |
| 1.               | «I Do! Do You?»                             | TSINGTAO, Ryo Ito                                                                                           | Jonatan Gusmark, Ludvig Evers, Emily Yeonseo Kim, Cazzi Opeia, Ellen Berg | Moonshine                          | 3:34     |  |
| 2.               | «TOgether FOrever»                          | Jinli (Full8loom), MINAMI                                                                                   | Jinli (Full8loom), Gloryface (Full8loom), Gayeong Kim                     | Gloryface (Full8loom), Gayeong Kim | 3:31     |  |
| 3.               | «We Fresh» (japanese version)               | KZ, B.O | KZ, Nthonius, Meisobo, B.O                                                | Nthonius, Meisobo                  | 3:15     |  |
| 4.               | «MVSK» (japanese version)                   | Jeong Ho-hyeon (E.one)                                                                                      | Jeong Ho-hyeon (E.one)                                                    | Jeong Ho-hyeon (E.one)             | 3:10     |  |
| 5.               | «Wa Da Da» (japanese version - IMLAY remix) | BuildingOwner (PrismFilter), Elum (PrismFilter), Shannon, Danke, Hwang Yu-bin, Odal Park, Lee Seu-ran, Kako | BuildingOwner, Elum, Shannon                                              | BuildingOwner                      | 3:16     |  |
| 16:46            |                                             | |                                                                           |                                    |          |  |

| CD (Edición regular) |                                             | |                                                                           |                   |          |  |
| N.º                  | Título                                      | Letras | Música                                                                    | Arreglos          | Duración |  |
| 1.                   | «I Do! Do You?»                             | TSINGTAO, Ryo Ito                                                                                           | Jonatan Gusmark, Ludvig Evers, Emily Yeonseo Kim, Cazzi Opeia, Ellen Berg | Moonshine         | 3:34     |  |
| 2.                   | «We Fresh» (japanese version)               | KZ, B.O | KZ, Nthonius, Meisobo, B.O                                                | Nthonius, Meisobo | 3:15     |  |
| 3.                   | «Wa Da Da» (japanese version - IMLAY remix) | BuildingOwner (PrismFilter), Elum (PrismFilter), Shannon, Danke, Hwang Yu-bin, Odal Park, Lee Seu-ran, Kako | BuildingOwner, Elum, Shannon                                              | BuildingOwner     | 3:16     |  |
| 4.                   | «I Do! Do You?» (instrumental)              | | Jonatan Gusmark, Ludvig Evers, Emily Yeonseo Kim, Cazzi Opeia, Ellen Berg | Moonshine         | 3:34     |  |
| 13:39                |                                             | |                                                                           |                   |          |  |

| CD (Edición limitada A y B) |                               |                           |                                                                           |                                    |          |  |
| N.º                         | Título                        | Letras                    | Música                                                                    | Arreglos                           | Duración |  |
| 1.                          | «I Do! Do You?»               | TSINGTAO, Ryo Ito         | Jonatan Gusmark, Ludvig Evers, Emily Yeonseo Kim, Cazzi Opeia, Ellen Berg | Moonshine                          | 3:34     |  |
| 2.                          | «TOgether FOrever»            | Jinli (Full8loom), MINAMI | Jinli (Full8loom), Gloryface (Full8loom), Gayeong Kim                     | Gloryface (Full8loom), Gayeong Kim | 3:31     |  |
| 3.                          | «We Fresh» (japanese version) | KZ, B.O                   | KZ, Nthonius, Meisobo, B.O                                                | Nthonius, Meisobo                  | 3:15     |  |
| 4.                          | «MVSK» (japanese version)     | Jeong Ho-hyeon (E.one)    | Jeong Ho-hyeon (E.one)                                                    | Jeong Ho-hyeon (E.one)             | 3:10     |  |
| 13:30                       |                               |                           |                                                                           |                                    |          |  |

| CD (Edición Kep1ian) |                                |                        |                                                                           |                        |          |  |
| N.º                  | Título                         | Letras                 | Música                                                                    | Arreglos               | Duración |  |
| 1.                   | «I Do! Do You?»                | TSINGTAO, Ryo Ito      | Jonatan Gusmark, Ludvig Evers, Emily Yeonseo Kim, Cazzi Opeia, Ellen Berg | Moonshine              | 3:34     |  |
| 2.                   | «We Fresh» (japanese version)  | KZ, B.O                | KZ, Nthonius, Meisobo, B.O                                                | Nthonius, Meisobo      | 3:15     |  |
| 3.                   | «MVSK» (japanese version)      | Jeong Ho-hyeon (E.one) | Jeong Ho-hyeon (E.one)                                                    | Jeong Ho-hyeon (E.one) | 3:10     |  |
| 4.                   | «I Do! Do You?» (instrumental) |                        | Jonatan Gusmark, Ludvig Evers, Emily Yeonseo Kim, Cazzi Opeia, Ellen Berg | Moonshine              | 3:34     |  |
| 13:33                |                                |                        |                                                                           |                        |          |  |

## Historial de lanzamiento
| País  | Fecha               | Formato                         | Sello                                                     |
| ----- | ------------------- | ------------------------------- | --------------------------------------------------------- |
| Japón | 15 de marzo de 2023 | CD, descarga digital, streaming | Ariola Japan, Wake One Entertainment, Swing Entertainment |